# Viroviticko-podrávská župa
Viroviticko-podrávská župa (chorvatsky Virovitičko-podravska županija) je jedna z žup Chorvatska. S výjimkou části území opčiny Virovitica a většiny území opčiny Pitomača leží v severní části Slavonie, u hranice s Maďarskem. Jejím hlavním městem je Virovitica.

## Charakter župy
Župa hraničí na severu s již zmíněným Maďarskem, na jihu pak s župami Koprivnicko-križeveckou, Bjelovarsko-bilogorskou, Požežsko-slavonskou a s Osijecko-baranjskou. Její území je na jihu mírně zvlněné pohořími Bilo Gora a Papuk, na severu je nížina a řeka Dráva, která je přirozenou severní hranicí celé oblasti. Po válce v 90. letech 20. století tu zůstaly ještě četné škody, pomáhají zde i mezinárodní organizace. Obyvatelé jsou Chorvati, žijí zde ale také Srbové. Přestože se jejich počet po válce snížil, stále tvoří 7 % obyvatelstva župy.

## Města
- Virovitica
- Slatina
- Orahovica